# Берестенко Ігор Петрович
І́гор Петро́вич Бересте́нко (27 серпня 1990 — 24 липня 2014) — старший солдат Збройних сил України, учасник російсько-української війни.

## Короткий життєпис
Народився 1990 року в місті Нікополь, де закінчив ЗОШ № 10. Пройшов строкову військову службу в лавах Збройних Сил України. Демобілізувавшись, працював у цеху № 7 ТзОВ «Інтерпайп Ніко Тьюб» міста Нікополь.
Навесні 2014 року мобілізований, механік-водій, 93-тя окрема механізована бригада.
Був у короткотерміновій відпустці, з якої до частини повернувся 20 липня. Загинув у бою 24 липня 2014-го біля села Новолуганське — відбивали напад терористів на блокпост зенітно-артилерійського взводу, обстріл вівся з гранатометів. Тоді ж загинули ще двоє вояків — Олександр Григорович та Олексндр Караченцев.
Похований у місті Нікополь 28 липня на Алеї Слави. Вдома лишилися мама та брат.

## Нагороди та вшанування
За особисту мужність і героїзм, виявлені у захисті державного суверенітету та територіальної цілісності України, вірність військовій присязі під час російсько-української війни, відзначений — нагороджений
- 27 червня 2015 року — орденом «За мужність» III ступеня (посмертно).
- у грудні 2014 року на фасаді школи № 10, де він навчався, відкрили меморіальну дошку.
- відзнака Президента України «За участь в антитерористичній операції» (посмертно).